# 王立军
王立军（1959年12月26日—），蒙古名乌恩巴特尔，蒙漢混血，内蒙古自治区阿尔山市人，出生于吉林省洮南市，為中華人民共和國的政治人物。
2012年2月6日，王立军突然进入美国驻成都总领事馆，紧接着重庆市人民政府新闻办微博宣布王立军接受“休假式治疗”，此事引起重大反响，被称为王立军事件。而后王立军被中国中央政府带到北京。2012年9月24日，成都市中级人民法院裁定王立军叛逃罪、徇私枉法罪、滥用职权罪和受贿罪成立，判处有期徒刑15年，剥夺政治权利1年；王立军当庭表示不上诉。

## 生平

### 早年
王立军1959年出生于吉林洮南，父亲是铁路工人，母亲是下属纺织工人。六七岁时随父母移居内蒙古阿尔山林场。王立军曾入选过内蒙古少年拳击队，当时其就读于海拉尔一中。1976年7月至1978年4月，大兴安岭林管局阿尔山林业局天池林场知青。1978年4月至1981年3月，参加中国人民解放军，在基本建设工程兵第41支队（正师级）任司机、文书，该部队驻辽宁省铁岭市调兵山，专业从事铁法矿务局煤矿建设。1981年3月服役期满退伍后，回原籍内蒙古自治区阿尔山林业局，被分配到该局下属林场当工人。
1982年12月，王立军随未婚妻肖素丽到辽宁省铁法市（县级市）商业局食品公司运输队当司机。肖素丽，铁法市人，当时在铁法市商业局工作。

### 铁法从警
1984年8月，铁法市公安局公开招收10名交警。铁法矿务局纪委书记周雪琴把王立军推荐给主持此项工作的铁法市公安局副局长王海洲。虽然王立军不符合这次招收标准：“公安院校大中专毕业生或部队复员转业干部，要有干部身份”，经过铁法市公安局党委研究决定，将王立军破格招收。入警后培训一个月，即被任命为铁法市公安局治安科下属的治安队队长，管理领导20余名各企业抽调的治保员。当时辽宁省铁法市的晓南地区黑恶势力猖獗，晓南派出所所长被杀，王立军担任新晓南派出所副所长，由工人身份转为干部身份。
1988年10月，被任命为晓南派出所所长。经过一系列逮捕行动，彻底改变该地区治安，他被评为全国优秀派出所所长。1991年3月，调任大明派出所所长，使得该区治安从全市最差转为最佳。1991年年底，被选送到中国人民警官大学管理班脱产进修学习一年，同时挂职铁法市公安局副局长兼大明派出所所长。

### 辽宁打黑
1994年6月，越级提拔为铁岭市公安局副局长，主管刑侦。当时铁岭市有四个主要黑社会组织。1994年初，其在任期间曾遇到办公楼被安置炸药、并身负重伤，一次中枪昏迷长达二十余日。经过两年整顿，王立军率众肃清此四个组织，其中亲自生擒黑社会头目、前辽宁省拳击冠军杨富等二十余人。
1996年，王立军参加了中共辽宁省委刊授党校工商管理函授学习。然而，1999年3月，一名三轮车夫的门牙被王立军打掉，前者被指使而告王立军上法院。此案后，黑社会组织网罗罪名，并举报中央及省市机关，后经调查为陷害，并逮捕涉嫌陷害的政府官员等二十余人。此案使得王立军的“全国公安系统一级英雄模范”称号拖延至2000年5月方才由公安部部长贾春旺正式授予。2000年8月，他升任辽宁省铁岭市公安局局长。
2001年初，王立军受公安部、中共辽宁省委之命，带着百余名刑警，秘密前往辽宁省盘锦市清理五个黑社会组织，而黑社会团伙亦得知王立军到来，并在黑市以500万元人民币买其人头。经过两年整顿，王立军率众侦破全部五个黑社会犯罪团伙，逮捕221名成员，并收缴了军用、民用枪支80余支，以及逮捕涉黑的22名警察官员。2003年5月，盘锦打黑结束不久，王立军奉调，任辽宁省锦州市公安局局长，直至2008年6月。

### 重庆打黑
2008年6月，经国务院公安部研究决定任命王立军调任重庆市公安局局长、武警第一政委。次年7月10日，重庆市掀起打黑除恶专项行动代号091专案组，其中累计立案侦办涉黑恶团伙375个，抓获5789人，破获刑事案件4944起，切断非法放水资金链条达700亿元；破获历年命案1,109起，抓获杀人犯1,209人，上网逃犯1.7万人。陈明亮、岳村、黎强等67名黑恶团伙首犯和骨干先后被警方执行逮捕，常仰仗黑恶势力撑腰的商业秩序消亡。原重庆市公安局常务局长 司法局局长文强、原市高级法院副院长张弢、原市公安局副局长、政治部主任、渝中区公安局局长彭长健、原经侦总队总队长赵利明、原市交管局局长陈洪刚、市煤监局副局长王西平等一批为黑社会充当保护伞的政府官员亦相继落网。
2010年，网络曝光赵本山起步时期曾是搞煤炭生意涉黑，以15万元人民币行贿王立军，王立军和赵本山给予否定绝无此事。2012年12月15日，网易、21CN等网络媒体曝光赵本山、小沈阳、王立军、雷政富等人在2010年的合照，被微博网友调侃和批评。

### 文革式打黑
王立军及其党羽在职期间，有数百名重庆市公安局警察遭到黑打被以莫须有罪名扣上“黑社会保护伞”帽子打击；王立军倒台后，警方平反冤假错案行动中，有900名不同程度被错误处理的重庆警察获得平反，恢复名誉和工资待遇。其中王立军的秘书仅因顶嘴，即在没有任何司法手续的情况下被关300天，被吊起来用警棍打。重庆市公安局的资料显示，王立军任职重庆期间共处理5600名警察，这些民警有的被撤职、劳教、判刑等。
打黑期间至少没收数百亿人民币资产已去向成谜，包括黎强案资产约10亿、陈明亮马当案约30亿、王能案约20亿、彭治民案约80亿、李俊案约60亿等，涉及资产近200亿元。

### 网络审查
2009年11月12日，重庆人谢苏明在天涯论坛帖子《王立军说，对待困难群众要像对待亲人一样》中回帖“草，虚伪的政客，别个和××公司老板是干亲家得嘛，干亲家（也许）有干股份撒。”后第二天被抓，劳教一年。
2011年4月22日，重庆涪陵区居民方洪（网名“方竹笋”）于腾讯微博发信息：“勃起来窝了一驼屎，叫王立军吃，王立军把这驼屎端给检察院吃，检察院端给法院吃，法院端给李庄律师吃，李庄说，这驼屎太臭了，谁窝的，谁自己吃。”4月24日，方洪被重庆市公安局涪陵分局网监警察治安拘留。4月28日，重庆市劳教委以方洪“虚构事实扰乱公共秩序”决定对方洪劳教一年，此案被称为“一坨屎”劳教案，该案于薄熙来、王立军落马后被平反。

### 重庆升职
2011年1月14日，重庆市第三届人民代表大会第四次会议补选马忠源、王立军为重庆市第十一届全国人大代表。

2011年5月27日，王立军在重庆市第三届人大常委会第二十四次会议上全票当选为重庆市人民政府副市长。2011年6月13日《重庆市人民政府办公厅关于市政府副市长刘学普、王立军分工的通知》（渝办发〔2011〕166号）公布了王立军副市长的分工：
|  | 副市长王立军 分管的工作：公安、国安、司法、人武、信访、政府维稳工作。 分管的部门（单位）：市公安局、市国安局、市司法局、市信访办、市监狱管理局、市劳教局；联系市高法院、市检察院、重庆警备区、武警重庆总队。 |

### 海伍德死亡案
2011年底，支持王立军的薄熙来家族与其合作方海伍德产生经济矛盾。同年11月12日，王立军在与薄熙来妻谷开来商议后，准备待海伍德到达重庆后，以其涉嫌毒品犯罪为由，安排对其实施监控。次日，谷开来与张晓军合力将海伍德杀死。11月14日中午，王立军前往谷开来的住所，谷向其讲述投毒杀害海伍德的具体经过，王立军当时私下秘密对谈话录音，但其向谷开来保证善后，并让其忘记此事。之后，重庆市警方作出海伍德酒后猝死的结论。
案件发生后，谷开来继续采取一系列的毁灭证据行动，由于担忧知情面扩大，王立军逐渐不满，双方的不信任由此加剧。2012年1月28日，王立军向薄熙来报告说“有涉及到薄熙来家人的重要案件”，其下属的调查人员受到压力并寻求辞职。薄熙来对此十分不满，当场打了王立军一巴掌，数天后安排王立军从公安局长的位置上撤下，将其副市长分工由公安司法调整为科教文卫（此项调动未征求公安部的允许）。在重庆市当局于2月2日向当地警察公布此调动后，“在薄熙来家属和其身边助手施压之下，王立军手下参与了调查薄熙来家属的助手及调查员反而开始受到调查”，“王立军因此感到自身的人身安全受到威胁，并决定离开”。

### 前往美总领事馆并滞留
2012年2月6日，王立军前往美国驻成都总领事馆，《纽约时报》4月17日引述美国官员的原话披露，王立军进入美国领事馆后，情绪激动（agitated）、语无伦次、思维混乱（rambling）。王立军引起了一系列公众关注的事件。王立軍进入美国总领事馆滞留约一天后被中华人民共和国国家安全部高官帶往北京并开始接受调查。此后，美国国务院发言人盧嵐证实王立军曾到达总领馆并在其要求之下与美方人员会面，且最终自愿离开。当被问及王立军是否是被強迫离开或被拖出去的时，盧嵐回答说“他是走出去的，这是他的选择”。
王立军在审判中称自己是掌握了薄谷开来杀害海伍德的证据，为了保命被迫逃进美国领事馆申请政治庇护。
王立军2月6日进入美国驻成都总领事馆后的2月15日，北京记者褚朝新收到由王的手机号码发出的短讯，3月15日薄被撤去重庆市委书记职务后，褚在新浪微博留言称，「2月15日凌晨5时，与王立军单线联系的号码上收到一条短讯，大意是：英国人海伍德在渝被害，王立军破案剑指薄夫人，于是被休假、入美领馆。」王立军事件发生后，为规避网络审查或娱乐，网民使用了多个别称指代王立军，例如中国古代职官“王捕头”、“王提刑”、“王提督”、“王总兵”、“王副（渝州）令”、“王臬台”等，“王立军副市长”的谐音“王丽娟/王丽君护士长”等，以及“王局”、“局座”、“军哥”等等。
王立军在进入美国驻成都总领事馆寻求庇护前曾打算到英国驻重庆总领事馆与英国官员见面，但他最終没有赴约。

### 调查与免职
逃馆事件发生后，王立军在北京接受中央调查，并请假缺席第十一届全国人民代表大会第五次会议。2012年3月15日，中共中央组织部负责人向新华社记者证实，中央决定免去王立军重庆市副市长职务，正按有关程序予以办理。
2012年3月23日，重庆市第三届人大常委会第三十次会议表决通过，决定任命何挺为重庆市人民政府副市长、重庆市公安局局长，同时免去王立军的副市长、公安局局长职务。2012年4月10日，新华社受权公布，王立军反映尼尔·伍德的死亡情况，可能与谷开来有关。2012年6月26日，重庆市人大常委会接受王立军辞去第十一届全国人大代表；6月30日，全国人大常委会公告其代表资格终止。

### 判刑
2012年9月5日夜，新华社发布消息称，王立军涉嫌徇私枉法、叛逃、滥用职权、受贿犯罪一案，已由成都市人民检察院向四川省成都市中级人民法院提起公诉。
2012年9月24日上午，成都中院对此案作出一审宣判，对王立军：
- 以徇私枉法罪判处有期徒刑七年；
- 以叛逃罪判处有期徒刑二年，剥夺政治权利一年；
- 以滥用职权罪判处有期徒刑二年；
- 以受贿罪判处有期徒刑九年，

数罪并罚，决定执行有期徒刑十五年，剥夺政治权利一年。
另据报道，王立军曾与数名女性发生或保持不正当性关系。值得注意的是，王立军直到判决生效后的2012年11月才被开除党籍和公职，也就是说他是以中共党员和公职人员的身份被审判和判刑，这种情况极其罕见。

### 指证薄熙来
2013年8月24日，薄熙来受贿、贪污、滥用职权案庭审进入第三天，法庭主要围绕公诉人指控的贪污罪、滥用职权罪进行调查。证人王正刚、王立军出庭作证证人王立军与薄熙来对质。在法庭上，坐在轮椅上的王立军回忆了当时的场景，“我记得大约三分钟之内，没谈任何事情，就是骂，骂得差不多了，走过来指着我鼻子说，‘你必须把此话收回去，谁是杀人犯？’他拍着自己的胸脯说，‘我是杀人犯吗？』」王立军左手捂着耳朵说，“他后来一拳打过来，打到我的左耳朵，绝不是一巴掌的问题。”

## 教研活动

### 学术兼职
王立军在刑事科学方面也有所造诣，为国际法医颅面鉴定协会副主席，并任北京大学法学院刑法学研究所研究员，同时被浙江大学、东北财经大学、西南政法大学、第三军医大学等学校聘为兼职教授、法医专家。
2011年11月24日，北京邮电大学聘王立军为兼职教授，并为其举行了聘任仪式。王立军事件发生后，北京邮电大学官方网站删除了方滨兴校长在王立军兼职教授聘任仪式暨学术报告会上的致辞。

### “现场心理研究中心”
王立军任锦州、重庆两市副市长兼公安局局长期间，先后创办了中国公安系统仅有的两个“现场心理研究中心”锦州市公安局现场心理研究中心、西南大学重庆市公安局现场心理学研究中心，并亲任中心主任、教授、博士生导师。
锦州市公安局现场心理研究中心
锦州现场心理研究中心的合作方包括瑞士伯尔尼大学等7所国外大学，和中国内地的北京大学法学院、北京理工大学 、中国人民公安大学、中国刑事警察学院 、中国医科大学等等。
2006年9月17日，王立军代表“锦州市公安局现场心理研究中心”在北京领取了其“车辆爆炸现场重建研究”和“药物注射后器官受体移植研究”两个研究项目的资助者——中国共青团中央直属单位中国光华科技基金会颁发的“光华创新特别贡献奖”。
王立军在颁奖会上慷慨自述其进行死刑犯器官摘取、处理、移植研究的体会，并表达了对资助方光华基金会的感谢：
|                                                                          | 大家知道，我们所从事的现场，我们的科技成果是几千个现场集约的结晶，是我们多少人的努力。这些姑且不说，就是这次基金会的考察，他们的这种精神是令我感动的，因为对于从警多年的民警，当一个人走向刑场，在瞬间几分钟转换的时候，将一个人的生命在其他几个人身上延伸的时候，都会为之震撼，这是一项伟大的事业，这里面有更多人艰苦的劳动，光华科技基金会晋阳秘书长，他们亲临一线，就在我们的现场，技术解剖的现场，器官受体移植的现场。 |
| ——《现场心理研究中心主任王立军教授在“光华创新特别贡献奖”颁奖典礼上谈话》 | |

西南大学重庆市公安局现场心理学研究中心
2011年10月29日，重庆市公安局与西南大学签署合作协议，成立西南大学重庆市公安局现场心理学研究中心，王立军出席签字仪式并作专题学术报告，西南大学向王立军颁发兼职教授和兼职博士生导师聘书。《西南大学2011年硕士研究生专业目录》显示，“王立军教授”任民商法学之“警务理论与实践”和应用心理学之“现场心理学”两个方向的首席硕士生导师。

### 专利
在辽宁、重庆公安机关任职期间，王立军单独或与他人共同作为发明（或设计）人的中国专利申请有一百多项，包括“交巡警露天工作平台”、“一种钝器伤致伤模拟装置”等发明专利，“原发性脑干损伤撞击机”（专利说明用于家兔及动物实验；授权公告号：CN202376254U）、“循环式火锅宴会桌”、“磁铁吸合式执勤雨衣”、“网吧远程监控系统”等实用新型专利， “自动传菜火锅宴会桌”、“女警长靴”、“反恐突击车（越野）”等外观专利。
| 专利类型 | 申请日期   | 申请号（或授权专利号：ZL前缀） | 名称                             | 公开（或公告）日 | 申请人（或专利权人）                      | 发明（或设计）人                                                                                                |
| -------- | ---------- | ------------------------------ | -------------------------------- | ---------------- | ----------------------------------------- | --- |
| 发明     | 2004.07.21 | 200410021538.7                 | 社会信息举报方法及系统           | 2005.03.23       | 锦州市公安局;锦州辽工维森信息技术有限公司 | 王立军;崔建民;鞠百胜;杜文利;周志林;张伟;孙敬博;高宇;徐雅斌;任永昌;张晓宇;侯传军;文冰;王辉                       |
| 发明     | 2009.04.10 | 200910103569.X                 | 一种智能报警、查询、监督终端     | 2009.09.09       | 重庆市公安局                              | 王立军;王华刚;王云生;彭长健;卢中常;郭金严;覃于伟;敖小春;高瑜品;朱江;艾武;郑波;李亮;陈兆荣                       |
| 发明     | 2009.04.10 | 200910103566.6                 | 案件自动分发系统                 | 2009.09.09       | 重庆市公安局                              | 王立军;王华刚;王云生;彭长健;卢中常;窦义军;覃于伟;敖小春;高瑜品;朱江;艾武;郑波;李亮;陈兆荣                       |
| 发明     | 2009.04.10 | 200910103565.1                 | 办案信息接入方法及系统           | 2009.09.09       | 重庆市公安局                              | 王立军;王华刚;王云生;彭长健;卢中常;刘建中;陈讯;陈曦;孙杰;蔡碧茂;覃于伟;敖小春;高瑜品;朱江;艾武;郑波;李亮;陈兆荣 |
| 发明     | 2009.04.10 | 200910103567.0                 | 报警信息接入方法及系统           | 2009.09.09       | 重庆市公安局                              | 王立军;王华刚;王云生;彭长健;卢中常;蔡丹;周卫东;覃于伟;敖小春;高瑜品;朱江;艾武;郑波;李亮;陈兆荣                  |
| 发明     | 2009.04.10 | 200910103568.5                 | 一种公安案事件公众查询、监督系统 | 2009.11.25       | 重庆市公安局                              | 王立军;王华刚;王云生;彭长健;卢中常;覃于伟;敖小春;高瑜品;朱江;艾武;郑波;李亮;陈兆荣                              |
| 发明     | 2010.03.22 | 201010129831.0                 | 交巡警露天工作平台               | 2010.11.03       | 重庆市公安科学技术研究所                  | 王立军 |
| 发明     | 2011.02.24 | 201110044010.1                 | 女子警务车后备箱操作平台         | 2011.07.13       | 重庆市公安局                              | 王立军 |
| 发明     | 2011.02.24 | 201110044009.9                 | 风凉式执勤头盔供电系统           | 2011.09.07       | 重庆市公安局                              | 王立军 |
| 发明     | 2011.06.30 | 201110181333.5                 | 一种钝器伤致伤模拟装置           | 2011.10.19       | 中国人民解放军第三军医大学第三附属医院    | 尹志勇;王立军;王富平;杨光瑜                                                                                     |

## 曾任職務
曾任遼寧省鐵嶺市、锦州市公安局局长，重庆市公安局局长、武警重庆总队第一政治委员、重庆市人民政府副市长。
被免去重庆市公安局局长职务前为人民警察副总警监警衔。
王立軍在刑事科学方面也造诣颇深，为国际法医颅面鉴定协会副主席，并在北京大学法学院担任刑法所研究员，同时被浙江大学、东北财经大学、西南政法大学、第三军医大学、北京邮电大学等学校聘为兼职教授、法医专家。
| 中国共产党职务         | 中国共产党职务 | 中国共产党职务 |
| ---------------------- | --- | -------------- |
| 前任： 刘光磊          | 中国共产党重庆市公安局委员会书记 2009年2月－2012年1月 | 繼任： 关海祥  |
| 中華人民共和國政府职务 | |                |
| 前任： 吴 刚           | 重庆市人民政府副市长 （省部级副职） 分管教育、科技（知识产权）、环保、工商行政管理、 质量技术监督、体育、民防、园林、参事、文史、修志工作 （渝办发〔2012〕25号通知） 2012年2月1日－3月26日 | 繼任： 吴 刚   |
| 前任： 刘学普          | 重庆市人民政府副市长 （省部级副职） 分管公安、国安、司法、信访、政府维稳工作 （渝办发〔2011〕166号通知） 2011年6月－2012年1月                                                              | 繼任： 刘学普  |
| 前任： 刘光磊          | 重庆市公安局局长 （厅局级正职） 2009年3月－2012年1月 （2012年2月1日被重庆市委、市政府违规免职 2012年3月23日被重庆市人大常委会正式免职）                                                    | 繼任： 何 挺   |
| 前任： 文 强           | 重庆市公安局常务副局长 （厅局级正职） 2008年6月－2009年2月 | 繼任： ?       |
| 前任： 朱 良           | 辽宁省锦州市公安局局长 （厅局级副职） 2003年5月－2008年6月 | 繼任： 董雪峰  |
| 前任： ？              | 辽宁省铁岭市公安局局长 （2002年12月起厅局级副职） 2000年8月－2003年5月 | 繼任： 谷凤杰  |

## 荣誉
王立军以工作认真负责而著称，先后被评为全国公安系统一级英雄模范、全国劳动模范、“中国十佳杰出民警”，甚至有以他为原型改编的电视剧《铁血警魂》
。2011年当选为重庆市第十一届全国人大代表。
立功
- 荣立一等功6次
- 荣立二等功十多次

奖项
- 辽宁青年五四奖章（1997年）
- 全国五一劳动奖章（1999年中华全国总工会授予）

荣誉称号
- 铁岭市十大杰出青年
- 铁岭市优秀共产党员
- 铁岭市劳动模范
- 辽宁省十大杰出青年
- 辽宁省优秀共产党员
- 辽宁省廉政标兵
- 辽宁省特等劳动模范
- 辽宁省十大杰出执法者（1996年中共辽宁省委、辽宁省人民政府授予）
- 全国政法战线优秀科所队长
- 全国公安系统二级英雄模范（1991年、1993年中华人民共和国公安部两次授予）
- 中国十大杰出民警（1992年公安部授予）[44]
- 全国劳动模范（1993年中华人民共和国国务院授予）
- 全国公安战线英雄模范（1995年中华人民共和国人事部、公安部授予）
- 全国先进工作者（1995年国务院授予）
- 全国公安系统一级英雄模范（2000年公安部授予）[45]
- 2009年被评为“2009年中国十大法制人物”、“2009年十大责任公民”、“2009年度中国正义人物”。
- 2010年6月，公安部充分肯定重庆市公安局在打黑除恶斗争中取得的辉煌成绩，并通报全国嘉奖。
- 2010年被[谁？]评为“当代中国十大杰出人物”之首
- 重庆市人民卫士（2010年“重庆市打黑除恶专项斗争阶段总结表彰大会”上中共重庆市委、重庆市人民政府授予）

## 相关人物

### 家庭
直系亲属
- 父：王胤（蒙古族）
- 母：梁淑霞（汉族）
- 妻：肖素丽
- 女：王迪

### 警界
随王立军从辽宁调到重庆的警官
- 王鹏飞（历任辽宁省铁岭县公安局局长，铁岭市、盘锦市公安局副局长，重庆市公安局技侦总队三支队队长、总队长，渝北区副区长兼公安分局局长）
- 王　智（历任辽宁省锦州市古塔公安分局刑侦大队大队长，锦州市公安局古塔分局政委，重庆市公安局禁毒总队队长，重庆市沙坪坝区公安分局党委副书记、常务副局长）
- 郭维国（历任锦州市公安局治安管理支队支队长，锦州海关走私犯罪侦查支局局长郭维国，重庆市江北区政法委书记、重庆市公安局沙坪坝分局局长， 重庆市公安局党委委员、副局长）
- 李　阳（历任大连海事大学科技处处长，重庆市刑警总队总队长、科通处处长）
- 廉长刚（历任中国刑事警察学院外语教研室副主任、外事办主任、研究生处处长、学院院长助理，重庆警官职业学院院长。王立军当硕士生导师时，廉长刚为其学生的副导师。）

### 政界
在重庆任职期间的上司
- 薄熙来（时任中共第十七届中央政治局委员兼重庆市委书记）
- 黄奇帆（时任中共重庆市委副书记，市长）
- 刘光磊（时任中共重庆市委常委兼政法委书记，市公安局局长）

## 軼事

### 相关作品
1999年播出电视剧《铁血警魂》，以时任铁岭市公安局副局长王立军为原型（主人公名为“乌恩”）。

### 个人裝備
王立军从警期间的配枪为一支苏制斯捷奇金全自动手枪，多次在任务中使用。

### 題字被抹除
王立军曾为重庆市公安局大门前的两个大圆石题写“剑”、“盾”二字。王立军事件发生后，这两个字被铲掉。

## 備註
1. ↑  父亲蒙古族，母亲汉族。